# ماثيو واترس
ماثيو واترس (بالإنجليزية: Mathew Waters)‏ هو ممثل أسترالي، ولد في 29 مايو 1989 في أستراليا.

## أعمال

### أفلام
- (2003) بيتر بان[1][2]

## وصلات خارجية
- ماثيو واترس على موقع IMDb (الإنجليزية)
- ماثيو واترس على موقع قاعدة بيانات الفيلم (الإنجليزية)